# Wim Klein
Pour les articles homonymes, voir Klein.
Willem (dit « Wim ») Klein (né le 4 décembre 1912 à Amsterdam – assassiné le 1er août 1986 à Amsterdam) est un mathématicien et calculateur prodige néerlandais.

## Biographie
Après avoir été calculateur à l'Institut de mathématiques d'Amsterdam, Wim Klein se produisit dans des cirques en France et aux Pays-Bas jusqu'à ce qu'en 1958 le CERN le recrute. À l'inverse de nombreux calculateurs, Klein avait reçu une instruction mathématique élémentaire et ses dons naturels ont pu être orientés vers les calculs scientifiques où les machines électromécaniques des années 1930-1960, insuffisamment spécialisées, ne donnaient qu'une aide très partielle : décomposition de nombres en facteurs premiers ou en sommes de carrés, conversion binaire-décimal. Klein avait appris par cœur la table de logarithmes à cinq décimales des entiers de 1 à 150. Ainsi, lorsqu'on lui demandait de calculer la racine n-ième d'un nombre, il décomposait en facteurs premiers le nombre (éventuellement multiplié par une puissance de 10 convenable), additionnait les logarithmes de facteurs et retrouvait le nombre dont le logarithme était le plus proche du résultat obtenu.Voici un aperçu de ses performances :
- Il calcula en une quinzaine de secondes[5] le produit 231 789 × 156 727
- Il donna en une dizaine de secondes[6] une décomposition en carrés de 7914 = {\displaystyle 88^{2}+12^{2}+5^{2}+1^{2}} et, presque immédiatement, une autre solution ({\displaystyle 87^{2}+16^{2}+8^{2}+5^{2}}) ;
- Il calcula la racine 13e d'un nombre de 100 chiffres en 89 secondes ;
- Le 27 août 1976, il calcula la racine 73e d'un nombre de 500 chiffres en 2 minutes 43 secondes. Cet exploit a été enregistré par le Livre Guinness des records.

Confronté au Pr Alexander Aitken à l'occasion du Congrès international des mathématiciens de 1954, il surpassa son rival dans les opérations arithmétiques élémentaires, les décompositions en carrés, les calculs avec logarithmes ou sinus, et les calculs de calendrier.
Klein prit sa retraite en 1976. Le 1er août 1986, il fut poignardé à mort dans son appartement d'Amsterdam. Le meurtrier n'a jamais été identifié.